# مركبة النقل الفضائية

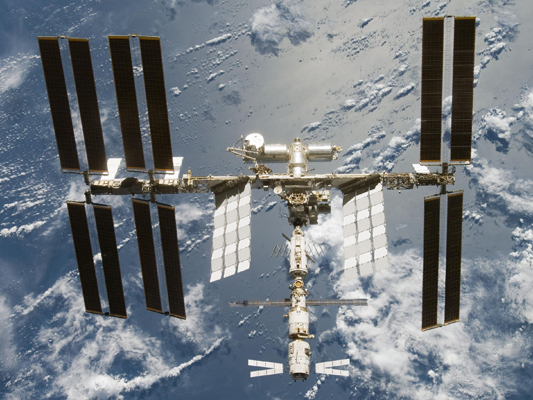
الجزء السفلي من مركبة جول فيرن(ATV) من المحطة الفضائية الدولية.

مركبة النقل الآلية (بالإنكليزية Automated Transfer Vehicle)، وفي الأصل مركبة النقل أريان أو إيه تي في، وهي مركبة فضائية مستهلكة مخصصة لنقل الحمولة طوّرتها وكالة الفضاء الأوروبية (إيسا) بين عامي 1995 و 2007، استُخدمت لنقل الحمولة الفضائية بين عامي 2008 و 2014. أُطلق تصميم إيه تي في إلى المدار خمس مرات، وحصريًا بواسطة مركبة إطلاق الحمولة الثقيلة أريان 5. تشبه طريقة عمل هذه المركبة مركبة نقل الحمولة الروسية بروغريس التي تنقل الحمولة إلى مكان واحد، وهو محطة الفضاء الدولية، لكن مع سعة تبلغ ثلاثة أضعاف.
كانت مركبات النقل الآلية الخمسة هي جولز فيرن، ويوهانس كيبلر، وإدواردو أمالدي، وألبرت أينشتاين، وجورج لوميترا. أُطلقت أول مركبة من هذه المركبات في مارس عام 2008، وذلك بعض عدة تأجيلات متلاحقة للبرنامج. أجرت مركبات النقل الآلية مهمات نقل الإمدادات إلى محطة الفضاء الدولية، إذ نقلت حمولات متنوعة مثل، وقود الدفع، والماء، والهواء، والغذاء، ومعدات الأبحاث العلمية. وقامت مركبات النقل الآلية بدفع المحطة إلى مدار أعلى أثناء عملية الالتحام. كانت عبارة عن منصة غير مأهولة تعمل بمستوى عالٍ من التشغيل الآلي، مثل التسلسل في عملية الالتحام، ولم تُستخدم في أية مرة لنقل المسافرين.
اقتُرح استخدام إضافي لمركبة النقل الآلية في عام 2008. درست وكالة الفضاء الأوروبية والشركة المصنعة الرئيسية للمركبة إيرباص للدفاع والفضاء تطويرات متعددة إضافية، بما في ذلك إصدارات من مركبات نقل آلية مأهولة، بالإضافة إلى إمكانيات إعادة استخدام أقسام أو عناصر في تقنيتها. لكن أعلنت وكالة الفضاء الأوروبية في 2 أبريل عام 2012 عن إلغاء برنامج إيه تي في بعد عملية الإطلاق الخامسة في عام 2014.
قررت الدول الأعضاء في وكالة الفضاء الأوروبية أنه من الممكن تكييف تصميم إيه تي في لتعمل بمثابة وحدة خدمة في مركبة الفضاء أوريون التابعة لناسا. وأعلنت كل من وكالة الفضاء الأوروبية ووكالة ناسا في يناير عام 2013 أنهما ستقدمان وحدة خدمة مشتركة مُستمدة من أوريون وإيه تي في، والتي ستعمل بمثابة مكون رئيسي في المركبة الفضائية المأهولة المطورة أوريون.

## التطوير

### الأصول
عندما كان برنامج محطة الفضاء الدولية قيد التنفيذ خلال تسعينيات القرن العشرين، كان من المعروف للدول الخمسة عشر المشاركة في هذا البرنامج، أنه عند الانتهاء منه ستحتاج محطة الفضاء الدولية (آي إس إس)، وهي عبارة عن محطة فضائية مأهولة في مدار ارضي منخفض، إلى مهمات إمداد بشكل منتظم لتلبية احتياجات الطاقم الموجود على متنها، بالإضافة إلى إيصال أدوات لدعم الاختبارات العلمية المتعددة التي ستُجرى على متنها. وفي أكتوبر عام 1995، اتُّفق على أنه من بين المساهمات المتعددة في برنامج محطة الفضاء الدولية التي ستتولى أوروبا المسؤولية عنها، وستقوم بها وكالة الفضاء الأوروبية، هي  مركبة النقل الآلية، أو إيه تي في. ستقوم هذه المركبة الموجهة لوجستيًا بمهمات إعادة إمداد محددة إلى محطة الفضاء الدولية.
في 9 ديسمبر عام 1998، منحت وكالة الفضاء الأوروبية عقدًا بقيمة 470 مليون دولار للشركة الفرنسية للفضاء الجوي أيروسباسيال لمواصلة أعمال التطوير على إيه تي في. كانت أيروسباسيال المقاول الرئيسي بالنسبة لمركبة النقل الفضائية، وانضم إليها عدة مقاولين فرعيين أساسيين، من بينهم شركة الصناعة الإيطالية تاليس إلينيا سبيس، والشركة الفرنسية البريطانية ماترا ماركوني سبيس، وشركة الفضاء الجوي الألمانية دايملر كرايسلر للفضاء الجوي (دي إيه إس إيه). وقدّمت الشركة الروسية إس بّي كوروليف روكيت أند سبيس كوربوريشن إنرغيا بعض العناصر. كانت شركة دي إيه إس إيه قبل عام 2000 المقاول الرئيسي للإنتاج، ونُقل هذا الدور بعد ذلك بشكل تدريجي إلى أيروسباسيال. عندما قُدِّم العقد، كان التصور أنّ الرحلة الأولى لمركبة النقل الفضائية ستكون خلال سبتمبر عام 2003.
| الصفة                | المعلومة                                                                         |
| -------------------- | -------------------------------------------------------------------------------- |
| الدور                | حَمل المياه والوقود والهواء والحمولة والتجارب.                                    |
| الطاقم               | من دون طيار                                                                      |
| الطول                | 10.3 متر (34 قدم)                                                                |
| القطر                | 4.5 متر (15 قدم)                                                                 |
| الحمولة عند الانطلاق | 7667 كيلوغرام (16900 رطل)                                                        |
| الحمولة عند العودة   | فارغة                                                                            |
| الكتلة عند الانطلاق  | 20750 كيلوغرام                                                                   |
| الحجم المضغوط        | 48 متر مكعب                                                                      |
| المصدر               | 4 أجنِحة من الْلوحات الشَّمسية مع 4 لوحات لكل واحدة وبطاريات قابلة للشَّحن من نوع 40Ah |
| الحجم                | 22.3 متر                                                                         |
| توليد الطاقة         | 3,800 واط                                                                        |

## التصميم
تم تصميم مركبة الـATV لإكمال مهمة (Spacecraft) لكن مع تَفَوُّق اتِّساع حمُولتها بثلاث مرات، تحمل كِلا السوائل السائبة والشحن الهشة نسبياً حيثُ يتم تخزين الحَمُولة بِمُحتوى مضغوط تُسمَّى بيئة shirt-sleeve ليستطيع رواد الفضاء الوصُول للحمولة دون وضع بِذلة الفضاء.
في المُحتوى المضغوط داخل الـATV أساسه إيطالي كالـ Multi-Purpose Logistics Module تقريباً.
Multi-Purpose Logistics Module :: وعاء كبير جداً يُستخدم للأغراض الخارجة ونقل الحمولات للفضاء.

## تطوير
المُقاول الرئيسي للمركبة لـ(مواصلات الفضاء EADS Astrium) ويقُود ذلك إلى عدة مُقاولين فَرعِيِّين. التَّطوير بدأ من مدينة ليه مورو، فرنسا.. ثم بريمن، ألمانيا، ثم أصبح المشروع بمرحلة إنتاج الـ4 لوحات في الأجنِحة ومن أجل تسهِيل العمل بين المُقاول ووكالة الفضاء الأوروبية فقد تم إنشاء فريق متكامل لوكالة الفضاء الأوربية في ليه مورو حتى تنتهي مُدة تطوير المركبة.
أول مركبة ATV وصلت إلى قاعدة إطلاق المركبات الفضائية لوكالة الفضاء الأوروبية في كورو، وفي غيانا الفرنسية في 31 تموز 2007 وتقريباً بعد أسبوعين من الرحلة لمرفأ روتردام أطلق أول ATV في الفضاء في 9 مارس 2008 وسُمِّيَت بالجول فيرن.
وفي مواصلات الفضاء EADS Astrium تُصنع مركبات الـATV في منشآتها في مدينة بريمن.
تم توقيع العقود والاتفاقات في عام 2004 لِبِناء أربع أخريات لمركبات الـATV، والتي يجب أن تُطْلق مرة واحدة كُل سنتين، والعدد الكُلي مع مركبة جول فيرن فيُصبح العدد خمسة.

## الاستعمالات

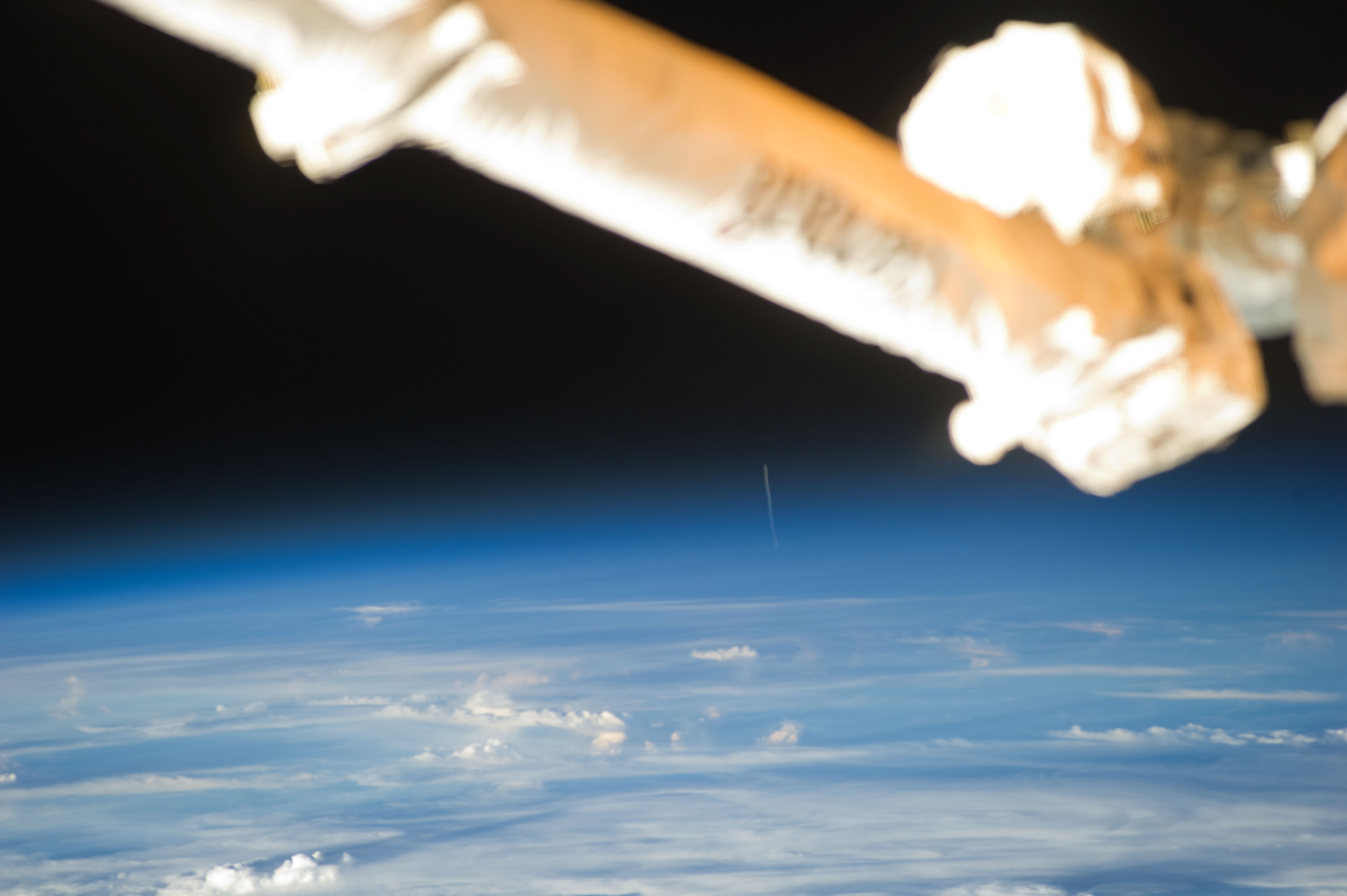
يوهانس كبلر(ATV) في المحطة الفضائية الدولية، مارس 2011.

يتم إطلاق مركبات الـATV كل 17 شهر لغرض إعادة تموين محطة الفضاء الدولية. يتم استخدام تقنية الـ GPS وتعقُّب النجوم للوصول إلى محطة الفضاء. على مسافة 249 متر، كمبيوترات الـATV تستخدم بيانات الفديوميتر وتيليغونيوميتر للوصول والالتحام مع المحطة. الالتحام مع مكوك لزفيزدا تلقائي تماما من دون تَدَخُّل البشر فإذا كان هناك أي مشاكل في لحظات الالتحام، هناك تسلسُل برمجي يمنعُها من الاصطدام كالمُناورات مثلاً لتجنب الاصطدام وهذه الخاصية مستقلة تماماً عن نِظام المِلاحة الرئيسية، ويُمكن تفعِيلها من قِبل مُهندسي الطَّيران على متنِ المحطة.

## المهمات

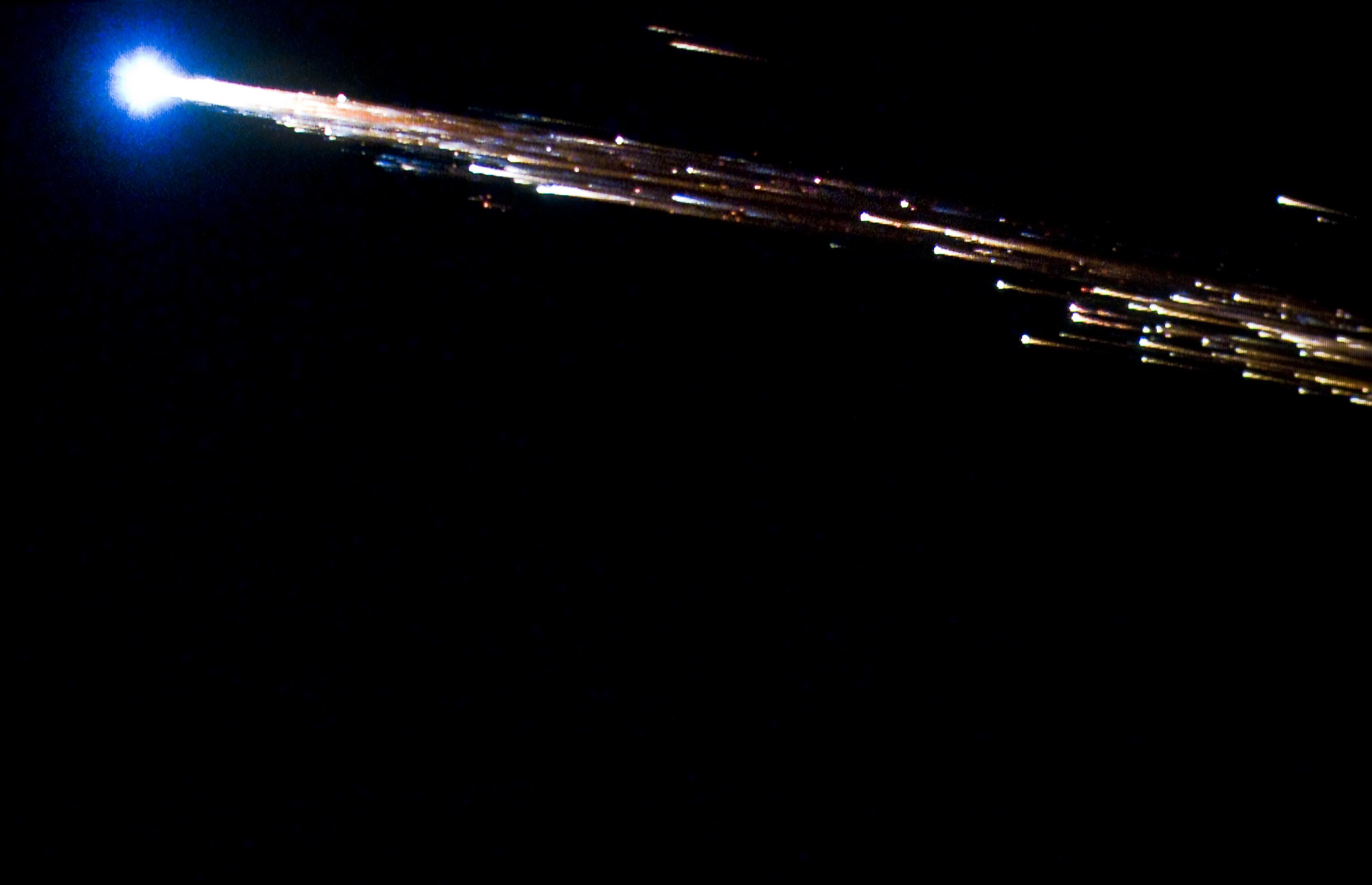
جول فيرن(ATV) عندما يخترق الغلاف الجوي للأرض، وهْوَ في وضعية المراقبة عندما تم انطلاقه من المحطة الفضائية الدولية.

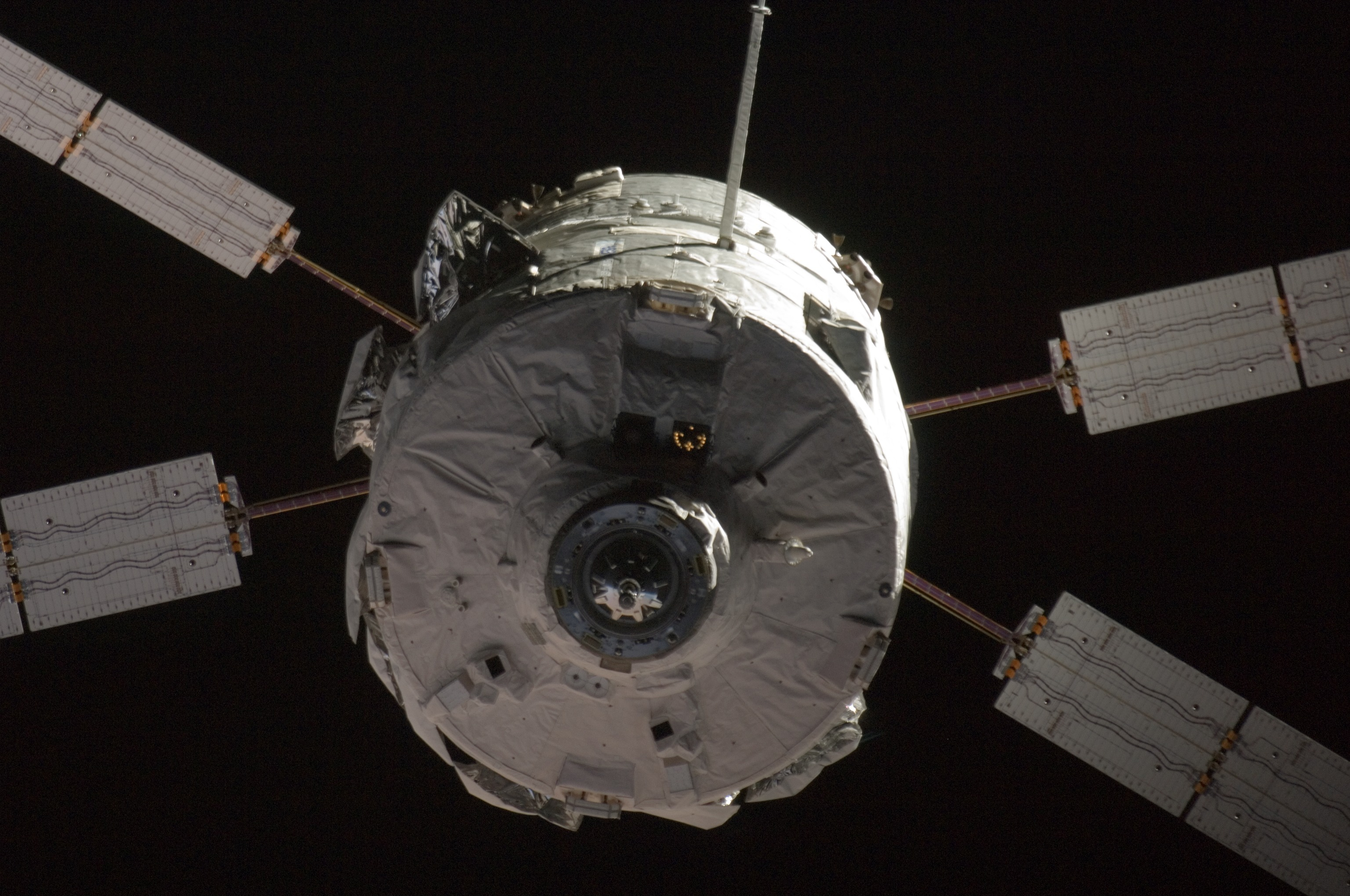
جول فيرن مركبة النقل(ATV) تقترب من محطة الفضاء الدولية يوم الاثنين 31 مارس.

اللقب : ATV-001
الاسم : جول فيرن
الإطلاق : 9 مارس 2008
النتيجة : رست 3 أبريل 2008
إعادة الدخول : 29 سبتمبر 2008
اللقب : ATV-002
الاسم :يوهانس كبلر
الإطلاق : 16 فبراير 2011
النتيجة : رست 24 فبراير 2011
إعادة الدخول : 21 يونيو 2011
اللقب :ATV-003
الاسم :ادواردو أمولدي
الإطلاق : 29 فبراير 2012
النتيجة : مخطط
إعادة الدخول : مخطط
اللقب :ATV-004
الاسم :ألبرت أينشتاين
الإطلاق : فبراير 2013
النتيجة : مخطط
إعادة الدخول : مخطط
اللقب :ATV-005
الاسم : لم تسمَ
الإطلاق : فبراير 2014
النتيجة : مخطط
إعادة الدخول : مخطط